# Sverker-ház
A Sverker-ház az 1130 és 1250 között uralkodott svéd királyi családok egyike volt. A ház neve az első uralkodó, Idősebb Sverker nevéből származik. A ház uralkodását folyamatos harcok jellemezték az Erik-házzal
A Sverker-ház uralkodói:
- Idősebb Sverker, más néven Botlábú Sverker
- VII. Károly, más nevén Karl Sverkersson
- II. Ifjabb Sverker
- I. Gyermek János

## Lásd még
- Svédország uralkodóinak listája

## Fordítás
- Ez a szócikk részben vagy egészben  a   Sverkergeschlecht című német Wikipédia-szócikk ezen változatának fordításán alapul.  Az eredeti cikk szerkesztőit annak laptörténete sorolja fel. Ez a jelzés csupán a megfogalmazás eredetét és a szerzői jogokat jelzi, nem szolgál a cikkben szereplő információk forrásmegjelöléseként.